# 3. februar
3. februar er dag 34 i året, i den gregorianske kalender. Der er 331 dage tilbage af året (332 i skudår).
Blasius' eller Ansgars dag. Blasius var en eremit, der led martyrdøden ved halshugning i 316, og er siden blevet lægernes værnehelgen. Ansgar var en benediktinermunk, der kom med høvdingen Harald Klak til Norden og bragte kristendommen med sig.

### Begivenheder
Født - Dødsfald
- 1825 - Aggerkanalen opstår efter en stormflod.
- 1917 - USA afbryder de diplomatiske forbindelser med Tyskland. Årsagen er, at Tyskland et par dage tidligere havde proklameret "uindskrænket ubådskrig" og meddelt, at ethvert skib ville blive torpederet.
- 1959 - Ved et flystyrt i Iowa i USA omkommer tre af landets populæreste sangere: Den 17-årige Ritchie Valens, den 22-årige Buddy Holly og den 28-årige "The Big Bopper" (J.P. Richardson). Dagen kaldes The Day the Music Died.
- 1963 - Som den første nogensinde springer finske Pentti Nikula over 5 meter i stangspring.
- 1966 - Sovjetunionen foretager med rumsonden "Luna - 9" den første ubemandede landing på Månen.
- 1968 - I Fredensborg Slotskirke bliver prinsesse Benedikte og prins Richard gift.
- 1969 - El-Fatah lederen Yasser Arafat bliver valgt i Cairo til leder af den koordinerende organisation PLO.
- 1980 - Et fangeoprør i statsfængslet i New Mexico i USA bliver stoppet af politiet. Oprøret var startet dagen før, og 33 fanger var døde - dræbt af medfanger eller en overdosis narkotika.
- 1981 - Gro Harlem Brundtland (S) bliver Norges første kvindelige statsminister.
- 1989 - Ved et uventet og blodigt statskup bliver Paraguays diktator, general Alfredo Stroessner, styrtet. Kuppet er anført af en af hans nærmeste medarbejdere, general Andres Rodriguez, som lover at indføre demokrati. Mellem 250 og 300 bliver dræbt under kuppet.

Første afsnit af Troldspejlet sendes på DR1 klokken 17:00 dansk tid.
- 1998 - For første gang i 135 år bliver en kvinde henrettet i USA - i delstaten Texas. Det er Karla Fay Tucker, der bliver henrettet ved en giftindsprøjtning for et dobbeltmord begået i 1983.

### Født
- 1809 - Felix Mendelssohn Bartholdy, tysk komponist og dirigent (død 1847).
- 1857 - Wilhelm Johannsen, dansk botaniker (død 1927).
- 1874 - Gertrude Stein, amerikansk forfatter (død 1946).
- 1887 - Georg Trakl, østrigsk digter (død 1914).
- 1889 - Carl Th. Dreyer, dansk filminstruktør (død 1968).
- 1898 - Alvar Aalto, finsk arkitekt og desinger (død 1976).
- 1907 - James A. Michener, amerikansk forfatter (død 1997).
- 1914 - Mary Carlisle, amerikansk sanger og skuespillerinde (død 2018).
- 1928 - Frankie Vaughan, engelsk sanger.
- 1928 - Bendt Reiner, dansk skuespiller (død 2006).
- 1938 - Emile Griffith, amerikansk bokser og ex-verdensmester (død 2013).
- 1939 - Michael Cimino, amerikansk filminstruktør (død 2016).
- 1945 - Drude Dahlerup, dansk professor i statskundskab, feminist og tidligere EU-parlamentsmedlem.
- 1947 - Paul Auster, amerikansk forfatter.
- 1948 - Henning Mankell, svensk forfatter (død 2015).
- 1949 - Mette Fugl, dansk journalist.
- 1958 - Klaus Berggreen, dansk fodboldspiller og -manager.
- 1961 - Dennis Jürgensen, dansk forfatter.
- 1975 - Sascha Dupont, dansk musiker og sangskriver.
- 1978 - Lars Jørgensen, dansk håndboldspiller.

### Dødsfald
- 316 - Sankt Blasius, biskop, martyr, skytshelgen for hornblæsere og folk med halssygdomme.
- 865 - Ansgar, missionær, "Nordens apostel" biskop (født 801).
- 1014 - Svend Tveskæg, dansk konge (født ca. 960).
- 1468 - Johann Gutenberg, tysk guldsmed og opfinder af bogtrykkerkunsten (født ca. 1398).
- 1520 - Sten Sture (den yngre), svensk rigsforstander og ridder (født 1493).
- 1884 - Hans Lassen Martensen, dansk biskop (født 1808).
- 1908 - Ferdinand Meldahl, dansk arkitekt (født 1827).
- 1924 - Woodrow Wilson, amerikansk præsident og modtager af Nobels fredspris (født 1856).
- 1929 - Agner Erlang, dansk matematiker og ingeniør (født 1878).
- 1946 - Carl Theodor Zahle, dansk konseilspræsident/statsminister (født 1866).
- 1951 - August Horch, tysk ingeniør og forretningsmand, grundlægger af Audi (født 1868).
- 1959 - Buddy Holly, amerikansk musiker (født 1936) - flystyrt.
- 1959   - Ritchie Valens, amerikansk sanger (født 1941) - flystyrt.
- 1959   - The Big Bopper, amerikansk sanger (født 1930) - flystyrt.
- 1989 - Ebbe Langberg, dansk skuespiller og teaterdirektør (født 1933).
- 1989   - John Cassavetes, amerikansk filminstruktør (født 1929).
- 1996 - Sven Peter Sabroe, dansk journalist og humorist (født 1906).
- 2001 - Anders Mølgaard Jensen, dansk politiker (født 1958).
- 2005 - Ernst Mayr, tysk-amerikansk biolog (født 1904).
- 2010 - Børge Robert Mortensen, trommeslager i The Maxwells (født 1947).
- 2012 - Ulf Stenbjørn, dansk skuespiller (født 1921).
- 2012 - Ben Gazzara, amerikansk skuespiller (født 1930).

|  | Denne datoartikel kan blive bedre, hvis der indsættes et (bedre) billede Du kan hjælpe ved at afsøge Wikimedia Commons for et passende billede eller uploade et godt billede til Wikimedia Commons iht. de tilladte licenser og indsætte det i artiklen. |